# 4. ŽNL Koprivničko-križevačka 2008./09.
Ovaj članak je podtema članka: 8. rang HNL-a 2008./09.

4. ŽNL Koprivničko-križevačka u sezoni 2008./09. je bila nogometna liga četvrtog stupnja na području Koprivničko-križevačke županije, te ligu osmog stupnja nogometnog prvenstva Hrvatske. 
 
Sudjelovalo je 14 klubova, a prvak je bio "Zagorec" iz Koprivnice. 

## Sustav natjecanja
14 klubova je igralo dvokružnu ligu (26 kola).

## Ljestvica
| mj. | klub                                | ut. | pob. | ner. | por. | gol+ | gol- | bod |
| --- | ----------------------------------- | --- | ---- | ---- | ---- | ---- | ---- | --- |
| 1.  | Zagorec Koprivnica                  | 26  | 16   | 4    | 6    | 100  | 33   | 52  |
| 2.  | Čvrstec (Sveti Petar Čvrstec)       | 26  | 15   | 7    | 4    | 84   | 41   | 52  |
| 3.  | Bilogorac Šemovci                   | 26  | 16   | 1    | 9    | 58   | 47   | 49  |
| 4.  | Fugaplast Gola                      | 26  | 14   | 7    | 5    | 67   | 39   | 49  |
| 5.  | Dragovoljac Bočkovec                | 26  | 15   | 1    | 10   | 72   | 54   | 46  |
| 6.  | Drava Podravska Selnica             | 26  | 14   | 4    | 8    | 69   | 42   | 46  |
| 7.  | Repaš                               | 26  | 14   | 4    | 8    | 74   | 44   | 46  |
| 8.  | Mladost Veliki Raven                | 26  | 13   | 3    | 10   | 55   | 41   | 42  |
| 9.  | Polet Glogovnica (Donja Glogovnica) | 26  | 10   | 5    | 11   | 54   | 58   | 35  |
| 10. | Jedinstvo Pustakovec                | 26  | 9    | 1    | 16   | 38   | 65   | 28  |
| 11. | Vinogradar Čepelovac                | 26  | 8    | 3    | 15   | 35   | 75   | 27  |
| 12. | Tehničar 1974 Cvetkovec             | 26  | 8    | 2    | 16   | 54   | 85   | 26  |
| 13. | Bilogora Gornja Velika              | 26  | 5    | 4    | 17   | 30   | 79   | 17  |
| 14. | Šparta Kalinovac                    | 26  | 1    | 2    | 23   | 32   | 119  | 5   |

## Rezultatska križaljka
| kratica | klub                                | BIL | BILC | ČVR | DRAG | DRAV | FUG | JED | MLA | POLG | REP | ŠPA | TEH | VIN | ZAG |
| --- | ----------------------------------- | --- | ---- | --- | ---- | ---- | --- | --- | --- | ---- | --- | --- | --- | --- | --- |
| BIL | Bilogora Gornja Velika              |     |      |     |      |      |     |     |     |      |     |     |     |     |     |
| BILC | Bilogorac Šemovci                   |     |      |     |      |      |     |     |     |      |     |     |     |     |     |
| ČVR | Čvrstec (Sveti Petar Čvrstec)       |     |      |     |      |      |     |     |     |      |     |     |     |     |     |
| DRAG | Dragovoljac Bočkovec                |     |      |     |      |      |     |     |     |      |     |     |     |     |     |
| DRAV | Drava Podravska Selnica             |     |      |     |      |      |     |     |     |      |     |     |     |     |     |
| FUG | Fugaplast Gola                      |     |      |     |      |      |     |     |     |      |     |     |     |     |     |
| JED | Jedinstvo Pustakovec                |     |      |     |      |      |     |     |     |      |     |     |     |     |     |
| MLA | Mladost Veliki Raven                |     |      |     |      |      |     |     |     |      |     |     |     |     |     |
| POLG | Polet Glogovnica (Donja Glogovnica) |     |      |     |      |      |     |     |     |      |     |     |     |     |     |
| REP | Repaš                               |     |      |     |      |      |     |     |     |      |     |     |     |     |     |
| ŠPA | Šparta Kalinovac                    |     |      |     |      |      |     |     |     |      |     |     |     |     |     |
| TEH | Tehničar 1974 Cvetkovec             |     |      |     |      |      |     |     |     |      |     |     |     |     |     |
| VIN | Vinogradar Čepelovac                |     |      |     |      |      |     |     |     |      |     |     |     |     |     |
| ZAG | Zagorec Koprivnica                  |     |      |     |      |      |     |     |     |      |     |     |     |     |     |
| |                                     |     |      |     |      |      |     |     |     |      |     |     |     |     |     |
| podebljan rezultat - utakmice od 1. do 13. kola (1. utakmica između klubova) rezultat normalne debljine - utakmice od 14. do 26. kola (2. utakmica između klubova) rezultat nakošen - nije vidljiv redoslijed odigravanja međusobnih utakmica iz dostupnih izvora rezultat smanjen * - iz dostupnih izvora nije uočljiv domaćin susreta prekrižen rezultat - poništena ili brisana utakmica p - utakmica prekinuta 3:0 p.f. / 0:3 p.f. - rezultat 3:0 bez borbe n.i. - nije igrano |                                     |     |      |     |      |      |     |     |     |      |     |     |     |     |     |

 Izvori:

## Unutarnje poveznice
- 4. ŽNL Koprivničko-križevačka
- 3. ŽNL Koprivničko-križevačka 2008./09.

## Vanjske poveznice
- Nogometni savez Koprivničko-križevačke županije